# Crims al Bàltic
Crims al Bàltic (títol original en alemany, Der Usedom-Krimi) és una sèrie de telefilms alemanys de ficció criminal emesa des del 30 d'octubre de 2014 al canal Das Erste. Algunes pel·lícules s'han doblat al català central per a TV3.

## Sinopsi
L'exfiscal Karin Lossow torna a casa seva a Usedom després de vuit anys a la presó per l'assassinat del seu marit. Torna a treballar amb la comissària de la policia local, Julia Thiel, la seva filla.

## Repartiment
- Katrin Sass com a Karin Lossow, mare de la Julia i exfiscal d'Usedom.
- Lisa Maria Potthoffcom a Julia Thiel, comissària en cap.
- Peter Schneider com a Stefan Thiel, marit de la Julia
- Emma Bading com a Sophie Thiel,[4] filla de la Julia i l'Stefan.
- Max Hopp com a Dr. Dirk Brunner, actual fiscal d'Usedom.
- Rainer Sellien com a Holm Brendel, policia.
- Jana Julia Roth com a Dorit Martens, policia.
- Rikke Lylloff com a Ellen Norgaard, successora de Julia Thiel com a comissària en cap.

## Llista de pel·lícules
| Núm. | Títol                          | Direcció                  | Guió                                                       | Data d'emissió original | Data d'emissió a Catalunya (TV3) |
| ---- | ------------------------------ | ------------------------- | ---------------------------------------------------------- | ----------------------- | -------------------------------- |
| 1    | «Els crims d'Usedom»           | Andreas Herzog            | Scarlett Kleint, Alfred Roesler-Kleint i Michael Illner    | 30 d'octubre de 2014    | 19 de novembre de 2023           |
| 2    | «Deshonra»                     | Oliver Schmitz            | Scarlett Kleint, Alfred Roesler-Kleint i Michael Vershinin | 29 d'octubre de 2015    | 19 de novembre de 2023           |
| 3    | «La fabricant d'àngels»        | Jochen Alexander Freydank | Scarlett Kleint, Alfred Roesler-Kleint i Michael Vershinin | 10 de novembre de 2016  | 26 de novembre de 2023           |
| 4    | «Cortina de boira»             | Andreas Herzog            | Scarlett Kleint, Alfred Roesler-Kleint i Michael Vershinin | 19 d'octubre de 2017    | 26 de novembre de 2023           |
| 5    | «Rastre d'engany»              | Jochen Alexander Freydank | Scarlett Kleint, Alfred Roesler-Kleint i Michael Vershinin | 26 d'octubre de 2017    | 3 de desembre de 2023            |
| 6    | «Llum d'hivern»                | Uwe Janson                | Scarlett Kleint, Alfred Roesler-Kleint i Michael Vershinin | 31 de gener de 2019     | 3 de desembre de 2023            |
| 7    | «El vaixell fantasma»          | Oliver Schmitz            | Scarlett Kleint, Alfred Roesler-Kleint i Michael Vershinin | 14 de febrer de 2019    | 10 de desembre de 2023           |
| 8    | «Amor de mare»                 | Uwe Janson                | Marija Erceg                                               | 21 de febrer de 2019    | 10 de desembre de 2023           |
| 9    | «Brossa marina»                | Andreas Herzog            | Sarah Schnier i Carl-Christian Demke                       | 7 de novembre de 2019   | 7 de gener de 2024               |
| 10   | «Somnis»                       | Andreas Senn              | Marija Erceg                                               | 14 de novembre de 2019  | 7 de gener de 2024               |
| 11   | «Ombres nocturnes»             | Felix Herzogenrath        | Dagmar Gabler                                              | 29 d'octubre de 2020    | 14 de gener de 2024              |
| 12   | «El límit del dolor»           | Maris Pfeiffer            | Michael Vershinin                                          | 5 de novembre de 2020   | 14 de gener de 2024              |
| 13   | «Tu dones, tu prens»           | Felix Herzogenrath        | Marija Erceg                                               | 12 de novembre de 2020  | 21 de gener de 2024              |
| 14   | «Segrestat»                    | Felix Herzogenrath        | Dinah Marte Golch                                          | 4 de novembre de 2021   | 2 de març de 2025                |
| 15   | «Hostes indesitjats»           | Andreas Herzog            | Michael Vershinin                                          | 11 de novembre de 2021  | 2 de març de 2025                |
| 16   | «El llarg comiat»              | Ralf Huettner             | Dinah Marte Golch                                          | 18 de novembre de 2021  | 9 de març de 2025                |
| 17   | «Bones notícies»               | Matthias Tiefenbacher     | Dinah Marte Golch                                          | 13 d'octubre de 2022    | 9 de març de 2025                |
| 18   | «Blancaneu»                    | Matthias Tiefenbacher     | Dinah Marte Golch, Isabell Serauky i Emily Reimer          | 20 d'octubre de 2022    | 16 de març de 2025               |
| 19   | «Al final d'un viatge»         | Grzegorz Muskala          | Michael Vershinin                                          | 27 d'octubre de 2022    | 16 de març de 2025               |
| 20   | «El cementiri de cadells»      | Grzegorz Muskala          | Michael Vershinin                                          | 9 de novembre de 2023   | 23 de març de 2025               |
| 21   | «El naixement de la dona drac» | Grzegorz Muskala          | Dinah Marte Golch                                          | 16 de novembre de 2023  | 23 de març de 2025               |
| 22   | «Traficants de persones»       | Grzegorz Muskala          | Michael Vershinin                                          | 23 de novembre de 2023  | 30 de març de 2025               |